# Landschaftsschutzgebiet Neugraben
Das Landschaftsschutzgebiet Neugraben ist ein Landschaftsschutzgebiet in Hamburg, das sich nicht in Hamburg-Neugraben befindet, sondern sich im Stadtteil Hausbruch am Ehestorfer Heuweg entlang zieht. Es besteht überwiegend aus bewaldeten Hängen entlang der Straße.